# Metriocnemus pankratovae
Metriocnemus pankratovae är en tvåvingeart som beskrevs av Golubeva 1980. Metriocnemus pankratovae ingår i släktet Metriocnemus och familjen fjädermyggor. Inga underarter finns listade i Catalogue of Life.